# Pierre Nicholas Le Chéron d'Incarville
Pierre Nicholas Le Chéron d'Incarville (Louviers, 21 de agosto de 1706-Pekín, 12 de junio de 1757) fue un jesuita francés, entusiasta de la botánica.

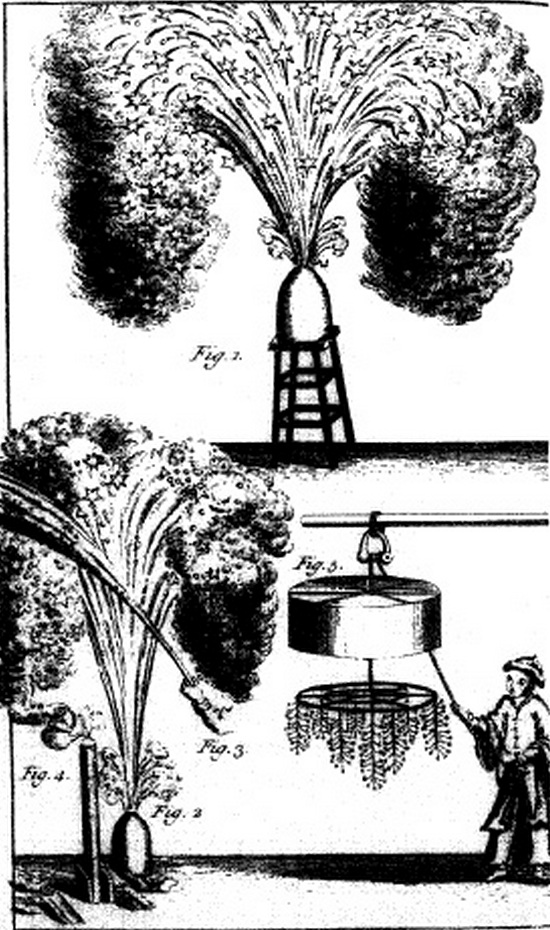
Una ilustración del siglo XVIII de fuegos artificiales en China de un resumen Inglés de una cuenta China por Pierre Nicolas d'Incarville.

## Biografía
Entró en las órdenes sagradas en 1727, estuvo en Canadá desde 1730 a 1739 y luego se fue como misionero a China, en 1740. Estuvo como corresponsal del Real Jardín de las Plantas Medicinales y envió a Bernard de Jussieu y Buffon un gran número de semillas de árboles y arbustos con las palabras Arbor incognita sinarum (árbol chino desconocido).
Fue el responsable de la introducción en Europa en 1747 la Koelreuteria paniculata y de Sophora japonica, y en 1751 del Ailanthus y de Cedrela y la primera descripción de kiwi.

## La sericultura
En China, el ailanto se cultiva para alimentar a las larvas de la polilla del Ailanthus ( Samia cynthia ) que producen la seda. D'Incarville hará una importante Memorándum sobre la seda del gusano de seda salvaje.

## Fauna
Chéron d'Incarville realizó en Pekín entre 1746 y 1747, un libro compuesto por cuatrocientos dibujos en colores de plantas acompañada del nombre chino de la planta, que se muestra en caracteres chinos. Copia de una obra importante de 1505 por encargo del emperador Hongzhi, el Yuzhi bencao pinhui Jingyao "Esencial de materia médica clasificada y conservada en la biblioteca imperial, pero nunca publicada.
Padre Incarville tuvo que hacer una copia de todo el libro que tenía la intención de ofrecer a la biblioteca real y una copia de los únicos dibujos que tenía la intención de enviar a Bernard de Jussieu. Por desgracia, el padre jesuita murió prematuramente en Pekín antes de ser capaz de enviar cualquiera de los dos ejemplares a Francia.

## Reconocimientos
En el siglo XVIII, Antoine-Laurent de Jussieu nombró el género Incarvillea en su honor.

## Eponimia
Especies
- (Orchidaceae) Limodorum incarvillei Blume[2]
- (Orchidaceae) Phaius incarvillei Kuntze[3]